# Рубин, Брюс Джоэл
Брюс Джо́эл Ру́бин (англ. Bruce Joel Rubin; род. 10 марта 1943, Детройт, Мичиган) — сценарист, получивший наибольшую известность  как автор сценария сверхъестественного романтического фильма «Привидение», за который в 1991 году он получил премию «Оскар» за лучший оригинальный сценарий.

## Биография
Брюс Рубин также написал сценарий для таких фильмов, как «Лестница Иакова», «Столкновение с бездной», «Мозговой штурм», «Смертельный друг» (снятый по роману Дианы Хенстолл «Друг»), «Моя жизнь» (в котором он также выступил режиссёром), «Стюарт Литтл 2», «Последняя Мимзи Вселенной» и «Жена путешественника во времени».

## Семья
Брюс Рубин женат. У него два сына — Джошуа и Ари — оба сценаристы.